# 安布罗斯·鲍威尔·希尔
安布罗斯·鲍威尔·希尔（Ambrose Powell Hill，1825年11月9日—1865年4月2日），美国南北战争时期南方军将军。
希尔早期是南方军将军托马斯·杰克逊的重要助手之一，后跟随南方军总司令罗伯特·E·李在北弗吉尼亚军团中任职。1865年，希尔在欧弗兰战役中被北方军士兵杀害。
美国陆军A·P·希尔堡即以希尔的名字命名。